# Acrochaene punctata
 Acrochaene  es un género monotípico de orquídeas, de la tribu Dendrobieae en la familia (Orchidaceae). Su única especie: Acrochaene punctata es originaria de la región de los Himalayas donde crece como una epífita y se encuentra en el noreste de India, Birmania y Tailandia.

## Descripción
Es una orquídea rastrera, con hojas sueltas bajas enfundando un rizoma ovalado. En la parte superior de cada uno de los pseudobulbos se encuentra una hoja correosa. Las hojas son oblongas y pecioladas. La inflorescencia aparece lateralmente desde la base de los pseudobulbos, pero no se extiende más allá de las hojas. En la base, que está rodeada por una envoltura de hojas anchas, las brácteas se caen pronto. La inflorescencia es densa ocupadas con flores, de color verde oliva y rojo. El labio está articulado a la base de la columna, con tres lóbulos, las aletas laterales en posición vertical. La columna es corta y con extremos romos.

## Distribución
Especie endémica de la región de los Himalayas. Anteriormente estaba incluida en el género Bulbophyllum. 

## Hábitat
La especie Acrochaene punctata es endémica de los prados alpinos de Sikkim en la región de los Himalayas. Crece a altitudes de alrededor de 1300 metros, en condiciones relativamente frías.

## Taxonomía
Acrochaene punctata fue descrita por John Lindley y publicado en Folia Orchidacea. Achrochaene 1. 1853.
Sinonimia
- Bulbophyllum kingii Hook.f.
- Monomeria punctata (Lindl.) Schltr.
- Phyllorchis kingii (Hook. f.) Kuntze
- Phyllorkis kingii (Hook.f.) Kuntze[3][4]